# Valfréjus
Valfréjus is een skigebied in het Franse departement Savoie. Het is gelegen vlak bij Modane en de Fréjustunnel die Chambéry verbindt met Turijn.
De pistes van het skigebied zijn met elkaar verbonden. Elke piste heeft een aantal sneeuwkanonnen. Het hoogste punt van het skigebied biedt een uitzicht over de Franse en Italiaanse Alpen.
In het skigebied worden ook veel off-piste activiteiten gehouden. Naast skiën en snowboarden (en andere varianten), zijn schaatsen, tennissen (meestal minder mogelijk in de winter), zweefvliegen en après-skiën mogelijk.

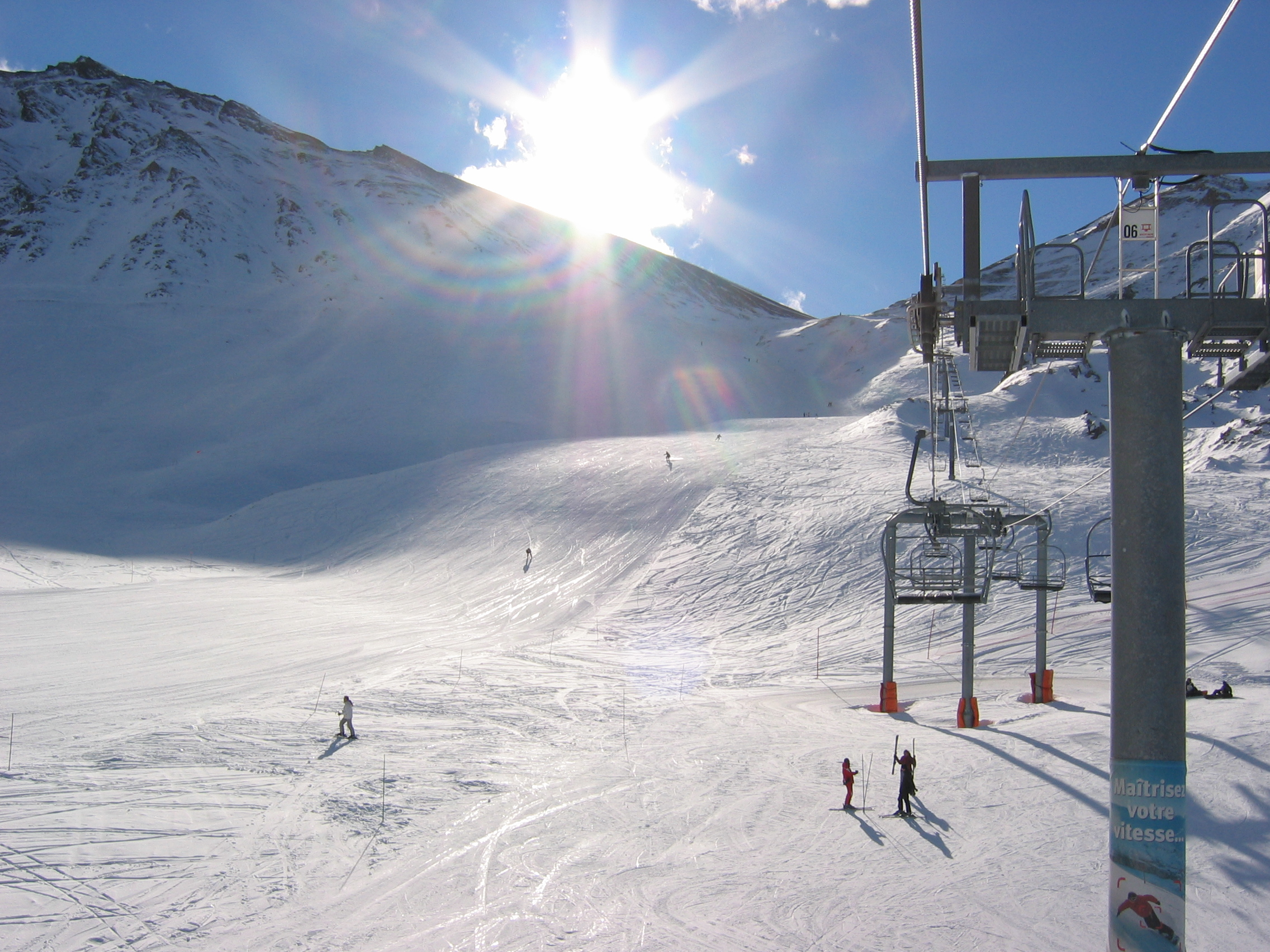
skipiste in Valfréjus

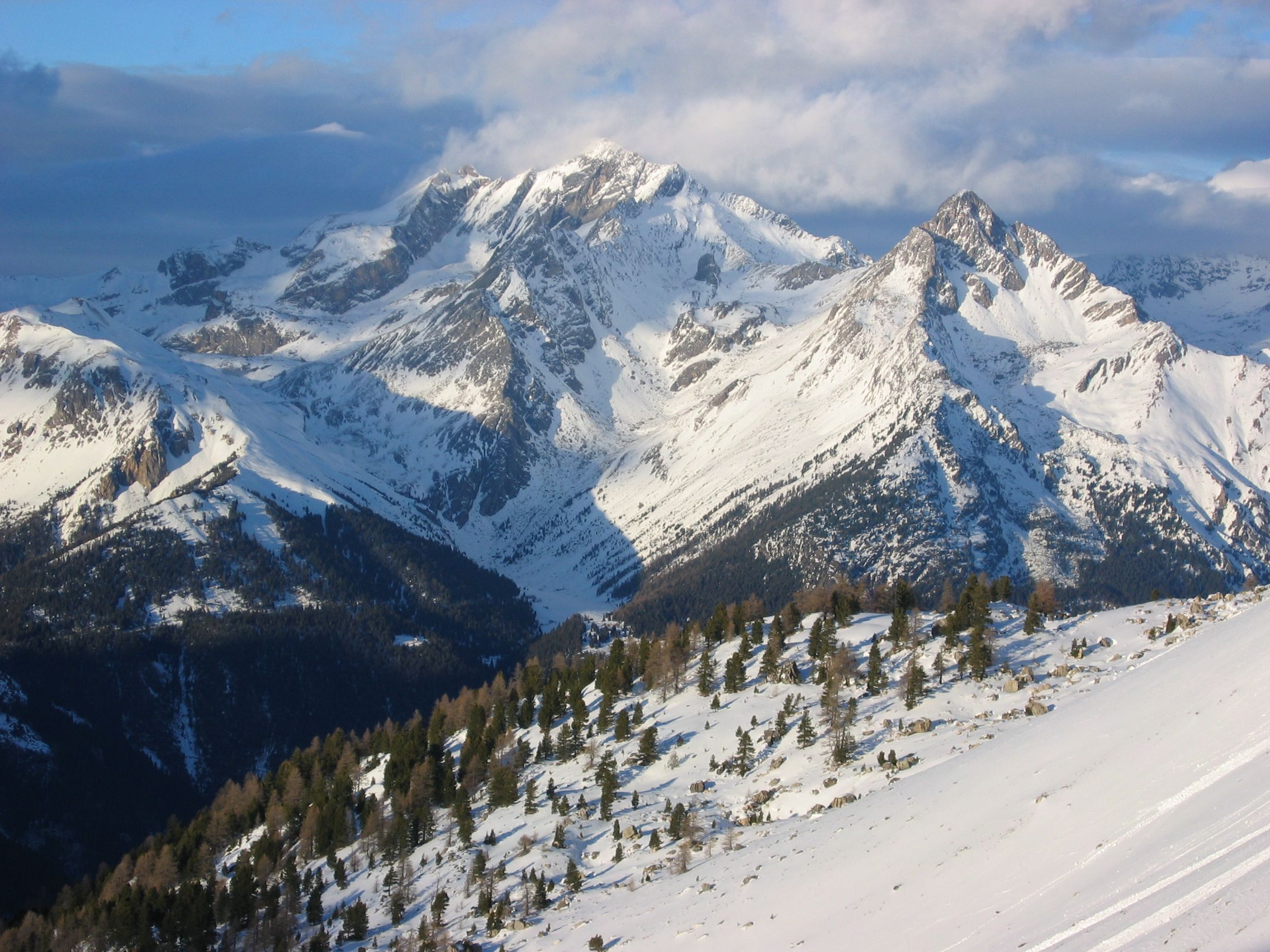
uitzicht vanuit Le Lavoir, Valfréjus